# Guilherme Natan de Lima
Guilherme Natan de Lima, noto semplicemente come Lima (Chapecó, 9 maggio 1999), è un calciatore brasiliano, centrocampista dell'ABC.

## Caratteristiche tecniche
È un trequartista.

## Carriera
Cresciuto nel settore giovanile della Chapecoense, debutta in prima squadra il 10 febbraio 2017 giocando l'incontro di Copa Sul-Minas-Rio perso 2-0 contro il Cruzeiro.

## Statistiche
Statistiche aggiornate al 22 giugno 2021.

### Presenze e reti nei club
| Stagione        | Squadra         | Campionato      | Campionato | Campionato | Coppe nazionali | Coppe nazionali | Coppe nazionali | Coppe continentali | Coppe continentali | Coppe continentali | Altre coppe | Altre coppe | Altre coppe | Totale | Totale | Totale |
| Stagione        | Squadra         | Comp            | Pres       | Reti       | Comp            | Pres            | Reti            | Comp               | Pres               | Reti               | Comp        | Pres        | Reti        | Pres   | Reti   |        |
| --------------- | --------------- | --------------- | ---------- | ---------- | --------------- | --------------- | --------------- | ------------------ | ------------------ | ------------------ | ----------- | ----------- | ----------- | ------ | ------ | ------ |
| 2017            | Chapecoense     | PD/SC+A         | 0          | 0          | CB              | 0               | 0               |                    | -                  | -                  | PL          | 1           | 0           | 1      | 0      |        |
| 2020            | Chapecoense     | PD/SC+B         | 4+7        | 0          | CB              | 2               | 0               |                    | -                  | -                  |             | -           | -           | 13     | 0      |        |
| 2021            | Chapecoense     | PD/SC+A         | 15+5       | 2+0        | CB              | 2               | 0               |                    | -                  | -                  |             | -           | -           | 22     | 2      |        |
| Totale carriera | Totale carriera | Totale carriera | 31         | 2          |                 | 4               | 0               |                    | -                  | -                  |             | 1           | 0           | 36     | 2      |        |

## Palmarès

### Club

#### Competizioni nazionali
- Campeonato Brasileiro Série B: 1

Chapecoense: 2020

#### Competizioni statali
- Campionato Catarinense: 1

Chapecoense: 2020